# Sierra de Albarracín
Nota:se procura o local de nascimento do Rio Tejo, veja Serra de Albarracín.
Sierra de Albarracín é uma comarca de Aragão (Espanha) situada no sudoeste da província de Teruel.
- Capital: Albarracín
- Área: 1.414 km²
- População: 4.961 habitantes
- Municípios: Albarracín, Bezas, Bronchales, Calomarde, Frías de Albarracín, Gea de Albarracín, Griegos, Guadalaviar, Jabaloyas, Monterde de Albarracín, Moscardón, Noguera de Albarracín, Orihuela del Tremedal, Pozondón, Ródenas, Royuela, Rubiales, Saldón, Terriente, Toril y Masegoso, Torres de Albarracín, Tramacastilla, Valdecuenca, El Vallecillo e Villar del Cobo.